# Bernd Olbricht
Bernd Olbricht (Gnoien, 17 ottobre 1956) è un ex canoista tedesco.

## Palmarès

### Olimpiadi
- 4 medaglie:
  - 2 ori (Montréal 1976 nel K2 500 metri; Mosca 1980 nel K4 1000 metri)
  - 1 argento (Montréal 1976 nel K2 1000 metri)
  - 1 bronzo (Mosca 1980 nel K2 500 metri)

### Mondiali
- 6 medaglie:
  - 4 ori (Sofia 1977 nel K2 500 metri; Belgrado 1978 nel K2 500 metri; Belgrado 1978 nel K4 1000 metri; Duisburg 1979 nel K4 1000 metri)
  - 2 argenti (Sofia 1977 nel K2 1000 metri; Duisburg 1979 nel K2 500 metri)